# K-36弹射座椅

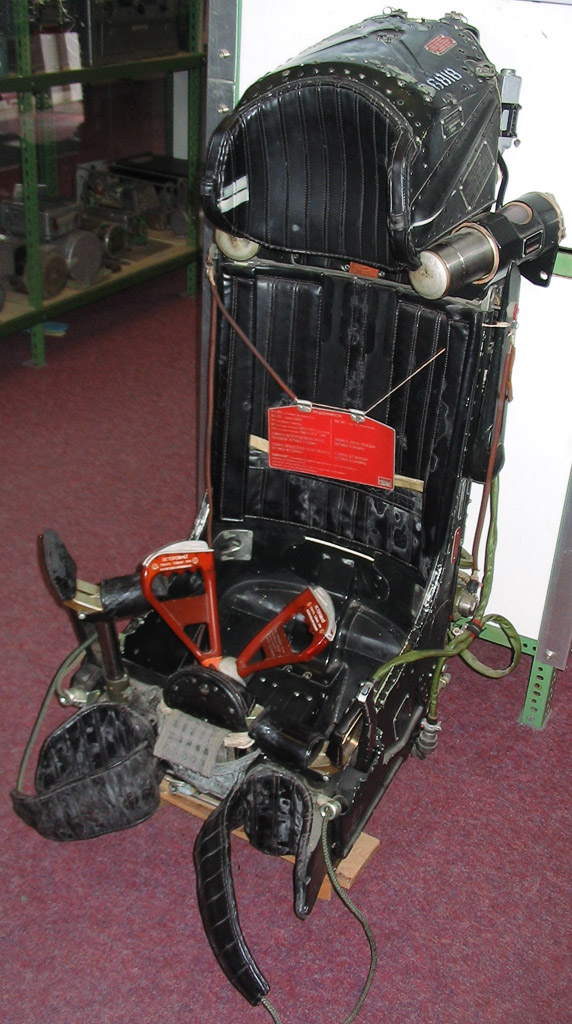
K-36DM弹射座椅

星辰K-36是俄罗斯“星辰”科研生产联合体的最为著名的“零-零弹射座椅”。广泛用于Su-25、Su-27、MiG-29、Su-30 MKI、Su-57等战斗机。

## 设计
允许使用速度范围0到1,400 km/h（760 kn；870 mph），高度范围0到20,000米（66,000英尺）。
与KKO-15防护与供养设备合计重量不超过103（227磅） (含降落伞、救生包、应急供氧系统与火炸药)。
K-36不仅有飞行员小腿收起功能，还有抬腿功能、保护手肘的侧墙、胯下档板在高速时升起搭配防护衣与头盔可以在3马赫时保护飞行员。
K-36弹射座椅作为一个独立的飞行器研发。射出舱后，能够改变气动外形，形成稳定可控飞行状态。离机后会伸出两根长达1.8米钢性平衡杆，以维持平衡，保持安全姿态。美英弹射座椅采用的是减速伞。减速伞在1100千米/小时以上无法使用；
K-36在650千米/小时就可以开伞，比520千米/小时才可以开伞的弹射座椅留出了更大开伞高度。降落伞上设计了多组开缝。
根据飞机出事时的具体情况，包括飞行高度、飞行速度，选择合适的开伞动作与时机，使得在各种极端情况下，救生伞依然能适时打开。
飞行员体重范围45~110千克。
1961年工程师盖伊·谢韦林提出了K-36概念设计。3年后任星辰科研生产联合体总设计师干了44年。K-36系列从1970年正式服役来，共装备1万多台。K-36数百次弹射，97%的飞行员健康状况良好。

### 著名弹射案例
1989年巴黎航展上，Anatoly Kvochur驾驶米格-29在第一天飞行表演时在160米低空吸入飞鸟导致右发动机停车，飞机失去动力向下急坠，直到距离地面不足30米时飞行员跳伞逃生仅擦伤。
1993年7月24日英国费尔福德航展上两架米格-29碰撞，其中一架机身断裂后仅仅3秒钟就落地爆炸，两名飞行员50米不到的空中弹射逃生成功。
1999年巴黎航展一架苏-30MKI坠毁
2002年7月27日，烏克蘭發生史上最嚴重的航展事故，但飞行员却安全弹射逃生。
2018年6月27日中午，印度斯坦航空公司（HAL）一架刚组装完毕的苏-30MKI战斗机在试飞期间坠毁，两名飞行员都安全弹射跳伞死里逃生。
2022年10月22日，在网上出現了俄乌战争期间K-36座椅弹射的第一人称视角案例。這也是首次人類在實戰中獲得的彈射视频。

## 型号
- K-36D 与 K-36DM:用于MiG-29, Su-27, Su-30[2][3][4]
- K-36D-3.5: 改进版，飞行员坐高范围从810毫米扩大980 mm
- K-36D-5: 用于Su-57[5]
- K-36LM: 用于Tu-160[6]
- K-36RB: 用于暴风雪航天飞机
- K-36VM: 用于Yak-38，完成20次100%成功率[7]